# Lorca FC
Der Lorca Fútbol Club ist ein spanischer Fußballverein aus der Stadt Lorca in der Region Murcia.  

## Geschichte
Der Verein wurde 2003 unter dem Namen La Hoya Deportiva gegründet. 2013 qualifizierte er sich erstmals für die Copa del Rey. 2017 gelang der Aufstieg in die zweite spanische Liga, in der sich der Verein jedoch nur ein Jahr halten konnte und nach der Saison 2017/18 wieder abstieg.

## Stadion
Der Verein trägt seine Heimspiele im Estadio Francisco Artés Carrasco aus. Das Stadion hat ein Fassungsvermögen von 8120 Personen.